# Vágner Mancini
Vagner Mancini (Ribeirão Preto, 24 de octubre de 1966) es un exfutbolista y entrenador brasileño. Actualmente dirige al Goiás.

## Trayectoria

### Como futbolista
| Club        | País   | Año       |
| ----------- | ------ | --------- |
| Guarani     | Brasil | 1988-1989 |
| Portuguesa  | Brasil | 1990-1991 |
| Bragantino  | Brasil | 1992      |
| Grêmio      | Brasil | 1995      |
| Coritiba    | Brasil | 1997      |
| Ponte Preta | Brasil | 1998      |
| Sãocarlense | Brasil | 1999      |
| Ceará       | Brasil | 2002      |
| Figueirense | Brasil | 2003      |
| Sport       | Brasil | 2003      |
| Ituano      | Brasil | 2004      |
| Paulista    | Brasil | 2004      |

### Como entrenador
| Club                 | País                   | Año           | PJ  | PG  | PE  | PP  | Efectividad |
| -------------------- | ---------------------- | ------------- | --- | --- | --- | --- | ----------- |
| Paulista             | Brasil                 | 2004-2007     | 155 | 63  | 39  | 53  | 49.04%      |
| Al-Nasr              | Emiratos Árabes Unidos | 2007          | 11  | 3   | 3   | 5   | 36.36%      |
| Grêmio               | Brasil                 | 2008          | 6   | 4   | 2   | 0   | 77.78%      |
| Vitória              | Brasil                 | 2008-2009     | 54  | 25  | 9   | 20  | 51.86%      |
| Santos               | Brasil                 | 2009          | 29  | 14  | 9   | 6   | 58.62%      |
| Vitória              | Brasil                 | 2009          | 23  | 6   | 6   | 11  | 34.79%      |
| Vasco da Gama        | Brasil                 | 2010          | 18  | 10  | 4   | 4   | 62.97%      |
| Guarani              | Brasil                 | 2010          | 38  | 8   | 13  | 17  | 32.45%      |
| Ceará                | Brasil                 | 2011          | 36  | 16  | 8   | 12  | 51.85%      |
| Cruzeiro             | Brasil                 | 2011-2012     | 30  | 14  | 7   | 9   | 54.45%      |
| Sport                | Brasil                 | 2012          | 15  | 3   | 4   | 8   | 28.89%      |
| Náutico              | Brasil                 | 2013          | 14  | 9   | 0   | 5   | 64.29%      |
| Atlético Paranaense  | Brasil                 | 2013          | 42  | 20  | 12  | 10  | 57.14%      |
| Botafogo             | Brasil                 | 2014          | 42  | 10  | 7   | 25  | 29.37%      |
| Vitória              | Brasil                 | 2015-2016     | 76  | 33  | 19  | 24  | 51.75%      |
| Chapecoense          | Brasil                 | 2017          | 46  | 21  | 10  | 15  | 52.9%       |
| Vitória              | Brasil                 | 2017-2018     | 63  | 27  | 15  | 21  | 50.8%       |
| São Paulo (interino) | Brasil                 | 2019          | 9   | 3   | 4   | 2   | 48.14%      |
| São Paulo (interino) | Brasil                 | 2019          | 1   | 0   | 0   | 1   | 0%          |
| Atlético Mineiro     | Brasil                 | 2019          | 13  | 4   | 5   | 4   | 43.59%      |
| Atlético Goianiense  | Brasil                 | 2020          | 18  | 5   | 6   | 7   | 38.89%      |
| Corinthians          | Brasil                 | 2020-2021     | 45  | 20  | 13  | 12  | 54.07%      |
| América Mineiro      | Brasil                 | 2021          | 21  | 7   | 9   | 5   | 47.62%      |
| Grêmio               | Brasil                 | 2021-2022     | 18  | 9   | 3   | 6   | 55.56%      |
| América Mineiro      | Brasil                 | 2022-2023     | 94  | 37  | 21  | 36  | 46.81%      |
| Ceará                | Brasil                 | 2023-2024     | 44  | 15  | 15  | 14  | 45.45%      |
| Atlético Goianiense  | Brasil                 | 2024          | 7   | 0   | 2   | 5   | 9.52%       |
| Goiás                | Brasil                 | 2024-presente | 21  | 11  | 6   | 4   | 61.9%       |
| Total                | Total                  | Total         | 989 | 397 | 251 | 341 | 48.6%       |

## Palmarés

### Como futbolista
| Título                 | Club        | País   | Año  |
| ---------------------- | ----------- | ------ | ---- |
| Campeonato Gaúcho      | Grêmio      | Brasil | 1995 |
| Copa Libertadores      | Grêmio      | Brasil | 1995 |
| Campeonato Catarinense | Figueirense | Brasil | 2003 |

### Como entrenador
| Título                 | Club        | País   | Año  |
| ---------------------- | ----------- | ------ | ---- |
| Copa do Brasil         | Paulista    | Brasil | 2005 |
| Campeonato Baiano      | Vitória     | Brasil | 2008 |
| Campeonato Cearense    | Ceará       | Brasil | 2011 |
| Campeonato Baiano      | Vitória     | Brasil | 2016 |
| Campeonato Catarinense | Chapecoense | Brasil | 2017 |
| Campeonato Cearense    | Ceará       | Brasil | 2024 |